# Église Saint-Martin de Fatouville-Grestain
L'église Saint-Martin est une église catholique située à Fatouville-Grestain en France.

## Localisation
L'église est située dans le département français de l'Eure dans le bourg de la commune de Fatouville-Grestain, dans l'ancienne commune de Fatouville.  La commune actuelle est née le 25 juin 1844 de l'union des deux communes de Carbec Grestain et de Fatouville-sur-Mer.

## Historique
L'édifice actuel est daté du XIIe siècle et du XIIIe siècle mais est antérieur, du XIe siècle.
Le chevet date du XIVe siècle et la tour-clocher est refaite au XIXe siècle.
L'édifice est inscrit partiellement au titre des monuments historiques le 6 décembre 1954 : le portail sud fait l'objet de l'inscription.

## Architecture et mobilier

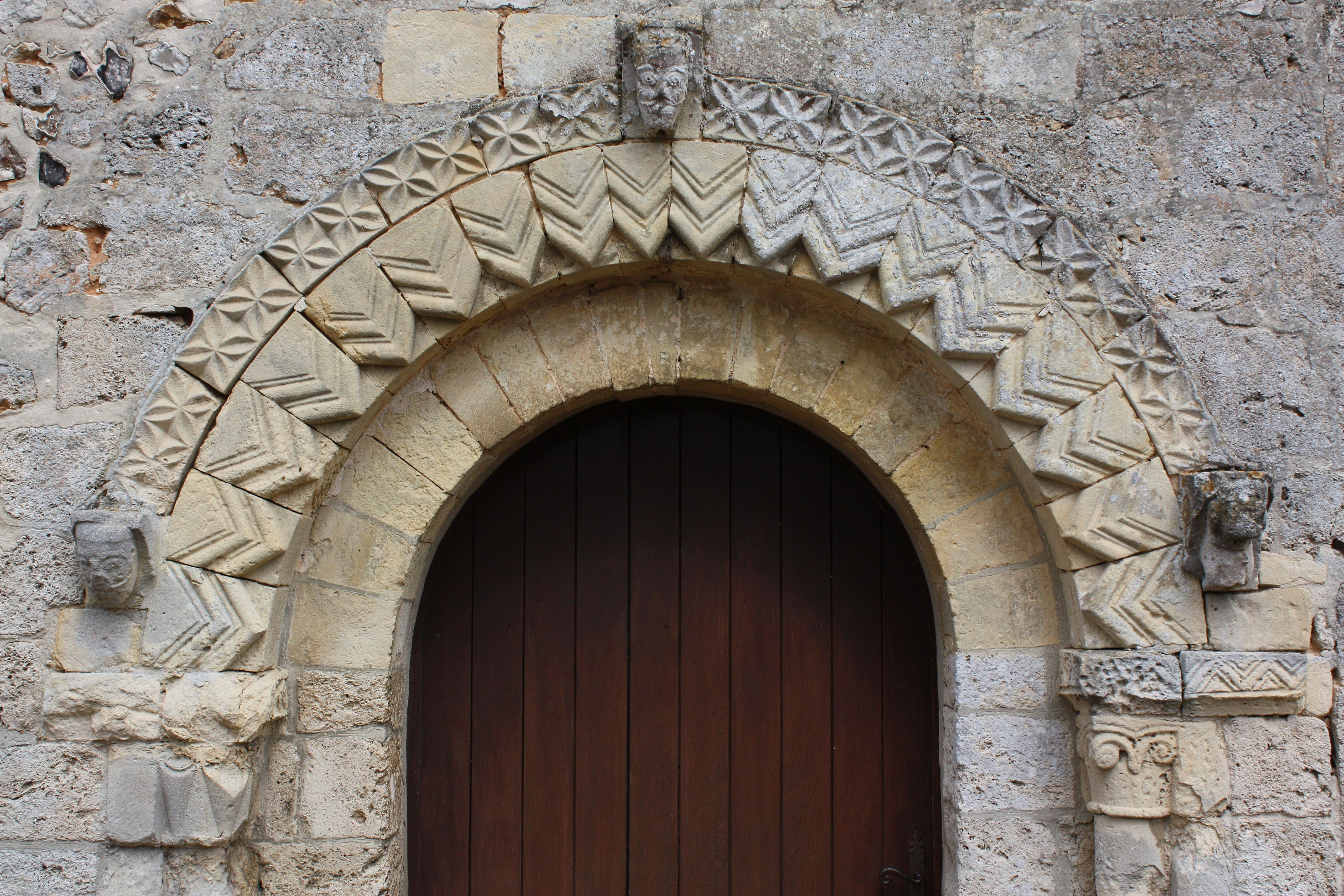
La porte romane conservée.